# Hartmut Zinser

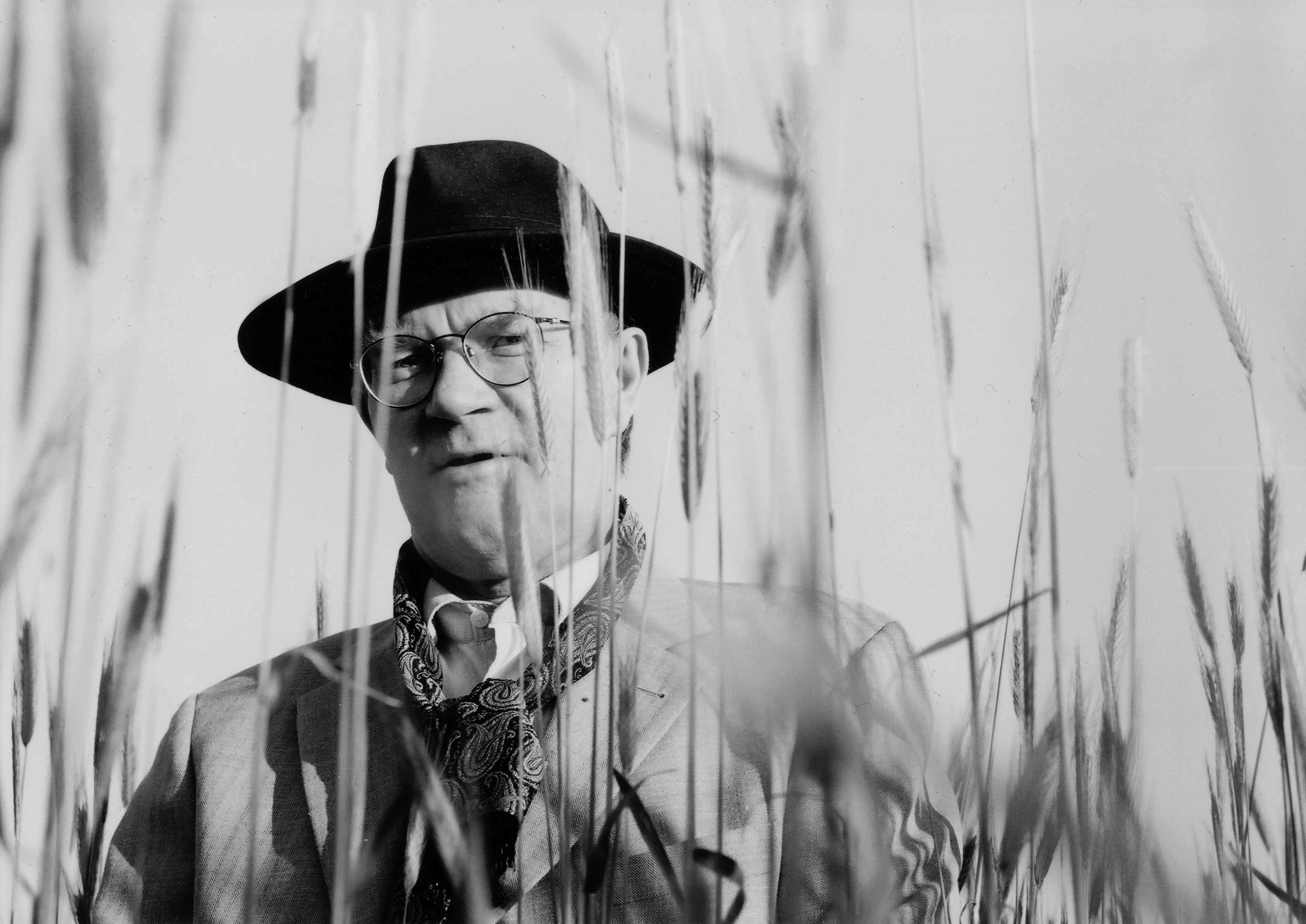
Hartmut Zinser im Jahr 2004

Hartmut Zinser (* 11. November 1944 in Tübingen) ist ein deutscher Religionswissenschaftler, Religionshistoriker und Ethnologe.

## Laufbahn

### Ausbildung und Werdegang
Zinser studierte u. a. unter dem Religions- und Islamwissenschaftler Walther Braune und Klaus Heinrich Religionswissenschaft an der Freien Universität Berlin; von 1966 bis 1967 war er Mitglied des AStA, von 1967 bis 1968 dann studentischer Wahlsenator. 1975 erfolgte seine Promotion (veröffentlicht als Mythos und Arbeit), 1980 dann die Habilitation (veröffentlicht als Mythos des Mutterrechts). Von 1984 bis 1988 hatte er eine Professur für Religionswissenschaft an der Freien Universität Berlin inne, nach kurzer Unterbrechung (Professor für Ethnologie am Institut für Ethnologie und Afrikastudien der Universität Mainz von 1989 bis 1990) erfolgte 1990 die Berufung an die Freie Universität Berlin, wo er seitdem Professor am Institut für Religionswissenschaft ist.
Seit 2002 übernahm Zinser verschiedene Sokrates-Gastprofessuren: 2002 in Aarhus und Exeter, 2003 und 2004 in Bern, 2005 in Szeged und Wien, 2006 in Aarhus, 2007 in Szeged und Wien, schließlich 2009 in Wien.
Die Arbeitsschwerpunkte von Zinser liegen auf der europäischen Religionsgeschichte seit der Französischen Revolution sowie der römischen Religionsgeschichte, dem antiken Christentum und den sogenannten „Stammesreligionen“; ferner arbeitet er auf dem Gebiet der systematischen Religionswissenschaft und zu Mythen und ihren Theorien.

### Weitere Tätigkeiten
Von 1984 bis 1993 war Zinser Vorstandsmitglied der Deutschen Vereinigung für Religionsgeschichte (DVRG – seit 2005: Deutsche Vereinigung für Religionswissenschaft, DVRW), von 1996 bis 1998 Mitglied der Enquête-Kommission Sogenannte Sekten und Psychogruppen des Deutschen Bundestages. Von 1998 bis 2004 war er 'Viceprésident’ der Association Européenne pour l'Étude Scientifique des Religions (EurAssoc, Luxembourg), seit 2004 dann amtierender Vorsitzender der EurAssoc sowie 'Elected Fellow' der Society for the Scientific Study of Religion (USA). Seit 1998 war Zinser Mitglied im Beirat der PAIDEUMA und seit 1999 Mitglied im wissenschaftlichen Beirat der Gesellschaft zur wissenschaftlichen Untersuchung von Parawissenschaften (GWUP). Von 2002 bis 2005 war er 1. Vorsitzender der Berliner Gesellschaft für Anthropologie, Ethnologie und Urgeschichte und von 2005 bis 2008 der stellvertretende Vorsitzende. Von 2007 bis 2008 war Zinser Mitglied in der Arbeitsgruppe des Wissenschaftsrates zur "Akkreditierung bekenntnisgebundener Hochschulen" und von 2008 bis 2009 als Mitglied in der Arbeitsgruppe "Theologie und Religionswissenschaft an deutschen Hochschulen".

## Rezeption
Der niederländische Religionswissenschaftler Wouter J. Hanegraaff schrieb in einer Rezension, Zinsers Esoterik. Eine Einführung sei „aus wissenschaftlicher Sicht völlig wertlos“. Zinser liefere nur Karikaturen von „Esoterikern“, und sein Hauptinteresse bestehe darin, seine Abneigung gegenüber derartigem „Aberglauben“ ausführlich zu artikulieren.

## Publikationen

### Monographien
- Religion und Krieg. Fink, Paderborn 2015, ISBN 978-3-7705-5833-9.
- Grundfragen der Religionswissenschaft. Schöningh, Paderborn 2010, ISBN 978-3-506-76898-8.
- Esoterik. Eine Einführung. Fink, München 2009, ISBN 978-3-7705-4874-3.
- „Kollektives Unbewußtes“ und „Freie Assoziation“. Zur Psychoanalyse in der Kultur- und Religionswissenschaft. Medien Verlag Köhler, Tübingen 2000, ISBN 3-932694-87-2.
- mit Karl Erich Grözinger, Burkhard Gladigow: Religion in der schulischen Bildung und Erziehung. Berliner Wissenschafts-Verlag Spitz, Berlin 1999, ISBN 978-3-8305-0038-4.
- Der Markt der Religionen. Fink, München 1997, ISBN 978-3-7705-3257-5.
- Der Mythos des Mutterrechts. Verhandlung von drei aktuellen Theorien des Geschlechterkampfes. Ullstein, Frankfurt am Main / Berlin / Wien 1981 ISBN 3-548-35102-6 (= Ullstein-Buch Nr. 35102: Ullstein-Materialien); 2. Auflage. Lit, Münster 1996, ISBN 3-8258-2554-X.
- mit Thomas Ewald, Hans-Gerd Jaschke: Esoterik und New Age: Herausforderungen an die Jugend- und Erwachsenenbildung. Hessische Landeszentrale für Politische Bildung HLZ, Wiesbaden 1996.
- Jugendokkultismus in Ost und West. Vier quantitative Untersuchungen zu Okkultpraktiken unter Jugendlichen und jungen Erwachsenen in Berlin 1989–1991. Ergebnisse – Tabellen – Analysen. Im Auftrag der Eltern- und Betroffeneninitiative gegen Psychische Abhängigkeit Berlin e. V. / Arbeitsgemeinschaft für Religions- und Weltanschauungsfragen, München 1993, ISBN 3-927890-06-5 (= Arbeitsgemeinschaft für Religions- und Weltanschauungsfragen: Dokumentations-Edition, Band 23).
- mit Marianne Knief: Okkultismus unter Jugendlichen. BLK-Projekt: Massnahmen zur Förderung der Integration von Aussiedlern – Sprachförderung und Abbau von Vorurteilen. Pädagogisches Zentrum Berlin, Berlin 1992, DNB 921505884.
- Mythos und Arbeit: Studien über psychoanalytische Mytheninterpretation am Beispiel der Untersuchung Géza Róheims. Heymann, Wiesbaden 1977, ISBN 3-88055-029-8 (= Studien und Materialien der anthropologischen Forschung. Band 3, Nr. 2 Edition Ethnos, zugleich Dissertation FU Berlin, Fachbereich 11 – Philosophie und Sozialwissenschaft 1975, unter dem Titel: Zum Verhältnis von Mythos und Arbeit).

### Herausgeberschaften
- mit Hermann Simon: Marianne Awerbuch: Erinnerungen aus einem streitbaren Leben: Von Berlin nach Palästina. Von Israel nach Berlin. (= Jüdische Memoiren. Band 15). Mit einem Beitrag von Jonathan Awerbuch. Hentrich & Hentrich, Teetz 2007, ISBN 978-3-938485-39-2.
- mit Charles Marie Ternes: Dieux des Celtes – Götter der Kelten. (= Etudes luxembourgeoises d'histoire & de science des religions. Band 1). Eurassoc, Luxemburg 2002, OCLC 793112379. (teils französisch, teils deutsch, teils englisch))
- mit Inken Prohl: Zen, Reiki und Karate – Japanische Religiosität in Europa. (= Bunka Wenhua. Band 2). Lit, Münster / Hamburg / London 2002, ISBN 3-8258-4664-4.
- mit Lidia Guzy und Katharina Poggendorf-Kakar: Tradition im Wandel: Weibliche Religiosität im Hinduismus, Jainismus und Buddhismus. (= Empirische und gesellschaftliche Studien. Band 2). Medien-Verlag Köhler, Tübingen 2000, ISBN 3-932694-79-1.
- mit B. Remus und G. Schwarz: Psychologische Aspekte neuer Formen der Religiosität. Bericht einer empirischen Untersuchung zu persönlichkeits-psychologischen Dimensionen der Mitgliedschaft in religiösen Bewegungen und der Esoterik. Medien Verlag Köhler, Tübingen 1997, ISBN 3-932694-10-4.
- Georg Wilhelm Friedrich Hegel: Weltgeist zwischen Jena und Berlin. Briefe. Ullstein, 1997, ISBN 3-548-35151-4.
- Herausforderung Ethikunterricht: Ethik – Werte und Normen als Ersatzfach in der Schule. Diagonal, Marburg 1991, ISBN 3-927165-12-3.
- mit S. Anselm, A. A. Azarbaijani, C. Bange, K.-H. Kohl und Fr. Stentzler: Foedera naturai. Klaus Heinrich zum 60. Geburtstag. Königshausen & Neumann, Würzburg 1989, ISBN 3-88479-440-X.
- Religionswissenschaft: Eine Einführung. Reimer, Berlin 1988, ISBN 3-496-00935-7.
- Der Untergang von Religionen. Reimer, Berlin 1986, ISBN 3-496-00842-3.